# Michael Power (Bischof)

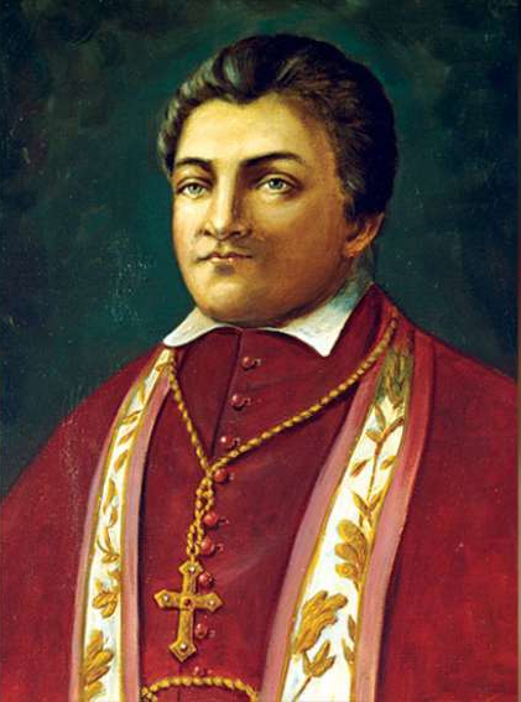
Mons. Michael Power, erster Bischof von Toronto (Porträt, koloriert nach 1847)

Michael Power (* 17. Oktober 1804 in Halifax, Nova Scotia; † 1. Oktober 1847 in Toronto, Ontario) war ein kanadischer römisch-katholischer Geistlicher und erster Bischof von Toronto.

## Leben
Michael Power wurde als Sohn irischer Einwanderer in Halifax in der kanadischen Provinz Nova Scotia geboren. Im Alter von zwölf Jahren wurde er an das Seminary of St. Sulpice in Montreal geschickt und beendete seine Ausbildung am Seminar von Québec. Power empfing am 19. August 1827 in Montreal durch den Bischof von New York, John Dubois das Sakrament der Priesterweihe. Er wirkte anfangs in Québec und Montréal, später in Drummondville, ab 1831 in Montebello. Von 1833 bis 1839 war Power Pfarrer in Sainte-Martine in der Nähe von Salaberry-de-Valleyfield. 1839 wurde er zum Generalvikar des Bistums Montreal ernannt.

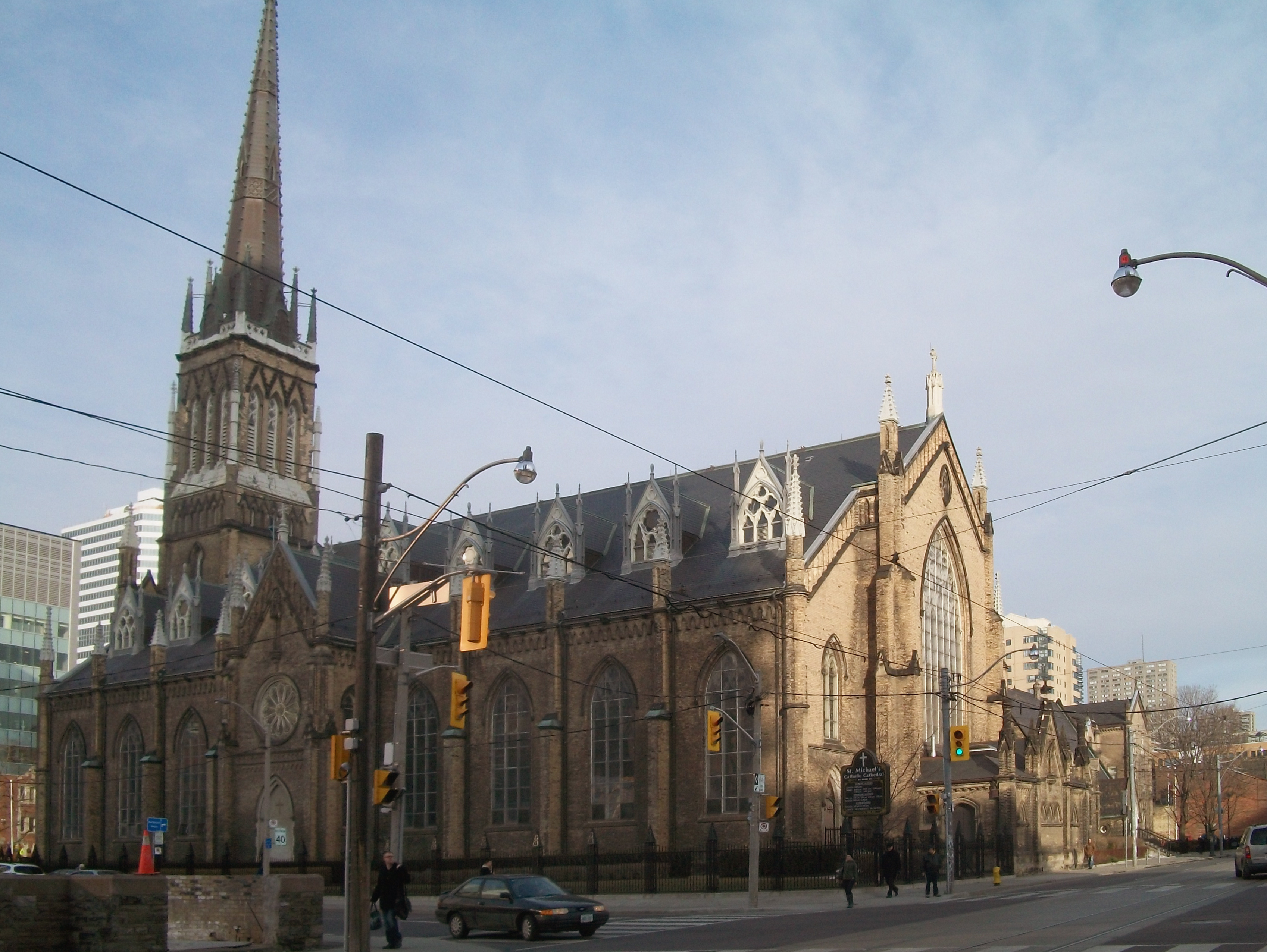
Kathedrale St. Michael, mit deren Bau unter Bischof Power begonnen wurde

Nachdem am 17. Dezember 1841 aus dem Erzbistum Kingston heraus das Bistum Toronto errichtet worden war, wurde Power als dessen erster Bischof eingesetzt. Die Bischofsweihe spendete ihm 1842 der Bischof von Kingston, Rémi Gaulin; Mitkonsekratoren waren Pierre-Flavien Turgeon, Koadjutorbischof von Québec, und Ignace Bourget, Bischof von Montréal.
Power war der erste englischsprachige Bischof, der in Kanada geboren wurde. Während seiner Bischofszeit wurde die Ausbreitung der römisch-katholischen Kirche in Kanada vorangetrieben sowie der Grundstein für die Errichtung der Kathedrale St. Michael gelegt.
Michael Power starb am 1. Oktober 1847 im Alter von 42 Jahren an den Folgen einer Typhus-Infektion. Ein Heiligsprechungsverfahren ist seit 2017 im Gange.

## Ehrungen
Am Eingang der Erzbischofsresidenz von Toronto befindet sich eine Statue von Bischof Power. Die Michael Power High School im Stadtteil Etobicoke wurde nach ihm benannt.

## Publikationen
- Michael Power: Constitutiones diocesanœ in synodo Torontina prima latœ et promulgatœ.Toronto, 1842.